# Sport Vereniging Boma Star
Sport Vereniging Boma Star é um clube de futebol surinamês sediado em Paramaribo no Suriname.
Disputa o Campeonato Surinamês de Futebol.